# امباندرومامی
امباندرومامی (به لاتین: Ambondromamy) یک سکونتگاه مسکونی در ماداگاسکار است که در بوئنی واقع شده‌است.

## خصوصیات
امباندرومامی ۸٬۰۰۰ نفر جمعیت دارد و ۴۳ متر بالاتر از سطح دریا واقع شده‌است.